# Jack Harvey (actor)
Jack Harvey (16 de septiembre de 1881 – 9 de noviembre de 1954) fue un actor, director y guionista cinematográfico de nacionalidad estadounidense, activo principalmente en la época del cine mudo. 

## Biografía
Su verdadero nombre era John Joseph Harvey, y nació en Cleveland, Ohio. Entre las películas dirigidas por él figuran A Dog's Love (1914) (la primera de sus colaboraciones con Shep, un bien adiestrado Collie de Thanhouser Company), When Fate Rebelled (1915), Fairy Fern Seed (1915), Kaiser's Finish (1918), y su última película, No Babies Wanted (1928). 
Harvey continuo en el cine como actor, aunque la mayor parte de sus papeles pasados los años 1920 eran de corta duración y sin aparecer en los créditos, como fue el caso de los que hizo en Cardinal Richelieu (1935) y Levando anclas (1945). 
También se dedicó a escribir guiones, el último de ellos para City Beneath the Sea, film rodado el año anterior a su muerte, ocurrida en 1954 en Los Ángeles, California.

## Filmografía

### Actor
- 1911 : The Willow Tree
- 1911 : The Lighthouse Keeper
- 1913 : Buttercups
- 1913 : Their Mutual Friend
- 1913 : Love's Sunset
- 1913 : The Ancient Order of Good Fellows
- 1913 : The Golf Game and the Bonnet
- 1914 : Bunny's Mistake
- 1914 : Love's Old Dream
- 1914 : Bunny's Birthday
- 1914 : Children of the Feud
- 1914 : A Change in Baggage Checks
- 1914 : The Chicken Inspector
- 1914 : Her Great Scoop
- 1914 : Bunco Bill's Visit
- 1914 : The Old Fire Horse and the New Fire Chief
- 1914 : Mr. Bunny in Disguise
- 1914 : Miser Murray's Wedding Present
- 1914 : Bunny Buys a Harem
- 1914 : Mr. Bunnyhug Buys a Hat for His Bride
- 1914 : Fogg's Millions
- 1914 : Mr. Bingle's Melodrama
- 1914 : Bread Upon the Waters
- 1914 : The Reward of Thrift
- 1930 : Lord Byron of Broadway
- 1931 : Pueblo Terror
- 1931 : Headin' for Trouble
- 1932 : Riders of the Golden Gulch
- 1935 : Cardinal Richelieu
- 1937 : Life Begins with Love
- 1938 : The Spider's Web

### Director
- 1914 : A Dog's Love
- 1914 : Shep's Race with Death
- 1914 : The Center of the Web
- 1914 : The Barrier of Flames
- 1914 : The White Rose
- 1915 : When Fate Rebelled
- 1915 : Shep the Sentinel
- 1915 : Check No. 130
- 1915 : $1,000 Reward
- 1915 : A Newspaper Nemesis
- 1915 : The Stolen Jewels
- 1915 : The Skinflint
- 1915 : The Undertow
- 1915 : Their One Love
- 1915 : Fairy Fern Seed
- 1915 : The Patriot and the Spy
- 1915 : His Guardian Auto
- 1915 : The Flying Twins
- 1915 : Mercy on a Crutch
- 1915 : A Message Through Flames
- 1915 : The Wolf of Debt
- 1915 : The Unnecessary Sex
- 1915 : Getting His Goat
- 1916 : The Lords of High Decision
- 1916 : The Doll Doctor
- 1916 : Held for Damages
- 1917 : When Thieves Fall Out
- 1918 : Kaiser's Finish
- 1920 : The Night of the Dub
- 1922 : The Woman Who Believed
- 1925 : Getting 'Em Right
- 1925 : The Right Man
- 1928 : No Babies Wanted

### Guionista
- 1915 : When Fate Rebelled
- 1918 : Kaiser's Finish
- 1934 : Strictly Dynamite
- 1948 : Unknown Island
- 1948 : Last of the Wild Horses
- 1949 : Grand Canyon
- 1953 : City Beneath the Sea